# Heugueville-sur-Sienne
Heugueville-sur-Sienne é uma comuna francesa na região administrativa da Normandia, no departamento Mancha. Estende-se por uma área de 5,88 km². Em 2010 a comuna tinha 543 habitantes (densidade: 92,3 hab./km²).